# Batalla de Yaguarón
La Batalla de Yaguarón se libró en la ciudad de Yaguarón, en la entonces provincia de Rio Grande do Sul, el 27 de enero de 1865, entre el Ejército brasileño y el Ejército uruguayo durante la Invasión Brasileña de 1864.
- Datos: Q4871305